# Richmond (contea di Berks)
Richmond  è una township degli Stati Uniti d'America, nella contea di Berks nello Stato della Pennsylvania. Secondo il censimento del 2000 la popolazione è di 3.500 abitanti.

## Società

### Evoluzione demografica
La composizione etnica vede una maggioranza di quella bianca (98,54%), seguita da quella asiatica (0,26%) dati del 2000.
| township di Richmond Popolazione |       |
| 2000                             | 3.500 |
| Stima al 2009                    | 3.640 |